# هاري دبليو. غريني
هاري دبليو. غريني (بالإنجليزية: Harry W. Greene)‏ هو عالم حيوانات أمريكي، ولد في 26 سبتمبر 1945.